# Marble Cliff
Marble Cliff – wieś w Stanach Zjednoczonych, w stanie Ohio, w hrabstwie Franklin.